# Контуганово
Контуганово — деревня Нижнесергинского района  Свердловской области России, входит в состав муниципального образования «Кленовское сельское поселение».

## География
Деревня Контуганово муниципального образования «Нижнесергинский муниципальный район», входит в состав муниципального образования «Клёновское сельское поселение», расположена в 40 километрах к северо-западу от города Нижние Серги (по автотрассе в 74 километрах), на левом берегу реки Бисерть (правый приток реки Уфа), по обоим берегам реки Черная. В окрестностях деревни, в 3,5 километрах расположен железнодорожный разъезд Контугановский Свердловской железной дороги.

## Население
| 2002 | 2010 | 2021 |
| ---- | ---- | ---- |
| 260  | ↘215 | ↘202 |